# Israel Gohberg
Israel Gohberg (n. 23 august 1928, Tarutino, România – d. 12 octombrie 2009, Ra'anana⁠(d), Districtul Central, Israel) a fost un evreu basarabean, matematician sovietic moldovean și israelian, care a fost ales ca membru corespondent al Academiei de Științe a Moldovei.

## Publicații
- Introduction to the Theory of Linear Nonselfadjoint Operators. Providence: American Mathematical Society, 1969.
- Theory and Applications of Volterra Operators in Hilbert Space. Providence: American Mathematical Society, 1970.
- Convolution Equations and Projection Methods for Their Solution. Providence: American Mathematical Society, 1974.
- Recent Progress in Operator Theory. New York: Springer-Verlag, 1980.
- The decomposition of figures into smaller parts. Chicago: University of Chicago Press, 1980.
- Basic Operator Theory (с Seymour Goldberg). Basel: Birkhäuser, 1981.
- Factorization of matrix functions and singular integral operators (cu K. Clancey). Basel—Boston—Stuttgart: Birkhäuser Verlag, 1981.
- Matrix Polynomials (cu Peter Lancaster și Leiba Rodman). Berlin: Academie Verlag, 1982; Philadelphia: The Society for Industrial and Applied Mathematics (SIAM), 2009.
- Matrices and Indefinite Scalar Products. Basel: Birkhäuser, 1984.
- Results and Problems in Combinatorial Geometry. Cambridge: Cambridge University Press, 1985.
- Constructive Methods of Wiener-Hopf Factorization. Basel: Birkhäuser, 1986.
- Invariant Subspaces of Matrices With Applications (Canadian Mathematical Society Series of Monographs and Advanced Texts). John Wiley & Sons, 1986.
- Topics in Operator Theory and Interpolation. Basel: Birkhäuser, 1988.
- Topics in Interpolation Theory Of Rational Matrix Valued functions. New York: Springer-Verlag, 1988.
- Orthogonal Matrix-Valued Polynomials and Applications. New York: Springer-Verlag, 1988.
- An Introduction to Operator Polynomials. Basel: Birkhäuser, 1989.
- Interpolation of Rational Matrix Functions (сu Joseph A. Ball și Leiba Rodman). Basel: Birkhäuser, 1990.
- One Dimensional Linear Singular Integral Equations: Introduction. Basel: Birkhäuser, 1991.
- One-Dimensional Linear Singular Integral Equations: General Theory and Applications. New York: Springer-Verlag, 1992.
- Time-Variant Systems and Interpolation. New York: Springer-Verlag, 1992.
- Continuous and Discrete Fourier Transforms. New York: Springer-Verlag, 1992.
- Contributions to Operator Theory and its Applications: The Tsuyoshi Ando Anniversary Volume (cu Takayuki Furuta). Basel: Birkhäuser, 1993.
- New Aspects in Interpolation and Completion Theories. New York: Springer-Verlag, 1993.
- Classes of Linear Operators (сu Seymour Goldberg și M.A. Kaashoek). Basel: Birkhäuser, 1993.
- Classes of Linear Operators, в двух томах (сu M. Kaashok). Basel: Birkhäuser, 1993.
- Matrix and Operator Valued Functions. New York: Springer-Verlag, 1994.
- Operator Theory and Boundary Eigenvalue Problems. Basel: Birkhäuser, 1995.
- Indefinite Linear Algebra and Applications (сu Peter Lancaster și Leiba Rodman). Basel: Birkhäuser, 1995.
- Partially Specified Matrices and Operators: Classification, Completion, Applications (сu M. A. Kaashoek și Frederik Van Schagen). Basel: Birkhäuser, 1995.
- Differential and Integral Operators. New York: Springer-Verlag, 1998.
- Traces and Determinants of Linear Operators (сu N. Krupnik și Seymour Goldberg). Basel: Birkhäuser, 2000.
- Basic Operator Theory (сu Seymour Goldberg). Basel: Birkhäuser, 2001.
- Orthogonal Systems and Convolution Operators (сu Robert L. Ellis). Basel: Birkhäuser, 2003.
- Basic Classes of Linear Operators (сu Seymour Goldberg și Marinus A. Kaashoek). Basel: Birkhäuser, 2004.
- Indefinite Linear Algebra and Applications (сu Peter Lancaster și Leiba Rodman). Basel: Birkhäuser, 2005.
- Invariant Subspaces of Matrices with Applications (Classics in Applied Mathematics, сu Peter Lancaster și Leiba Rodman). Basel: Birkhäuser, 2006.
- Factorization of Matrix and Operator Functions: The State Space Method (Harm Bart, Marinus A. Kaashoek, André C.M. Ran). Basel: Birkhäuser, 2007.
- A State Space Approach to Canonical Factorization with Applications: Preliminary Entry 332 (сu Harm Bart, Marinus A. Kaashoek și André C.M. Ran). Basel: Birkhäuser, 2008.
- Holomorphic Operator Functions of One Variable and Applications: Methods from Complex Analysis in Several Variables (сu Jürgen Leiterer). Operator Theory: Advances and Applications, Vol. 192. Basel: Birkhäuser, 2009.
- Separable Type Representations of Matrices and Fast Algorithms. Volume 1: Basics. Completion Problems. Multiplication and Inversion Algorithms (сu Yuli Eidelman și Iulian Haimovici). Basel: Birkhäuser, 2013.
- Separable Type Representations of Matrices and Fast Algorithms. Volume 2: Eigenvalue Method (сu Yuli Eidelman și Iulian Haimovici). Basel: Birkhäuser, 2014.